# 李麗華 (1957年)
李麗華（1957年—），台灣女歌手、主持人，出生於台北。

## 演藝經歷
李麗華在20歲獲得台灣電視公司舉辦的「新人獎歌唱比賽」得到冠軍後正式出道，曾與新力唱片錄製2張專輯《我猶等待》、《心語》，並於台視主持《國富民樂》等節目。
1979年由新力唱片製作了專輯《心語》，收錄了膾炙人口的歌曲「看我、聽我」。李麗華在報導中表示，這首歌傳唱已久，很多人不知道她是原唱者，以為是民歌歌手包美聖。爾後轉往秀場發展。
1983年，於台視午間國語連戲劇《加色的愛情》中飾演女主角企業家獨生女陳娟娟。此劇由陳德利製作，陳蒼嶺導播，小英哥戲劇指導，吳天祥美術指導，高前、施以寬、鄭迦陵、古榕蔭聯合編劇。此劇名為文藝片，實為推理戲劇，它是以「反間諜」的方式，偵破敵方破壞我復興基地安全之詭計為主要架構。在戲中李麗華飾演富家千金，在戲中一套又一套換新裳。
李麗華於2014年發行福音專輯《活的水》，由播種音樂的黃珊珊醫師擔任專輯製作人，為她量身訂做歌曲，包括《活的水》、《炙熱的愛》、《凡事都能》、《哭過後的彩虹》等七首歌曲。
於該年九月二十七日舉辦「2014李麗華傳愛新歌發表會」，由康康擔任嘉賓、好友以及學生將近200人前來支持。現場來賓意外出現在學運時嗆學生引起關注的「白狼」張安樂。據悉，「白狼」的乾妹妹也是李麗華的學生，因此特地到場捧場。

## 其他經歷
李麗華在辭去購物台和禮儀公司的工作之後，開始專職卡拉OK教唱，曾任教於里民活動中心和社區大學如育達大學、南港社區大學等，以及各教會。

## 個人生活
李麗華的前配偶為人稱「台灣綜藝祖師爺」，2005年離世的倪敏然，二人1985年結婚後育有一子一女，2015年罹患乳癌時她表示靠著信仰及兒女的力量走出11年的喪夫之痛，「和死神接近時，我才放下一切，和自己和解，真正無憾。」

## 作品

### 專輯
| 年份       | 名稱               | 發行/出版                    |
| 1977年10月 | 《我猶等待》       | 台灣：新力唱片(SONY)         |
| 1979年     | 《心語》           | 台灣：新力唱片(SONY)         |
| 2014年9月  | 《活的水》福音專輯 | 台灣：華殿文創音樂製作工作室 |

### 電視節目
| 年份   | 頻道 | 節目               |
| 1976年 | 台視 | 《我愛週末》       |
| 1977年 | 台視 | 《國富民樂》       |
| 1977年 | 台視 | 《新人獎歌唱比賽》 |

### 戲劇
| 年份                          | 頻道 | 節目           |
| 1983年11月14 - 1983年12月13日 | 台視 | 《加色的愛情》 |